# Carvalho Filho
José Luiz de Carvalho Filho (Salvador, 11 de junho de 1908 — Salvador, 2 de setembro de 1994) foi um poeta, magistrado, professor e escritor brasileiro, imortal da cadeira número 31 da Academia de Letras da Bahia.

## Biografia
Nascido em Salvador, no dia 11 de junho de 1908, filho de José Luiz de Carvalho, e de Julieta Teonila Freire de Carvalho.
Ingressou no mundo literário na primeira hora do movimento modernista na Bahia, em 1928, como integrante do grupo que se formou em torno da revista Arco & Flexa, ao lado de Eugênio Gomes, Pinto de Aguiar, Eurico Alves, Hélio Simões Godofredo Filho e outros, sob a liderança de Carlos Chiacchio.
Bacharel em Direito pela Faculdade de Direito da Bahia, em 1932.
Foi Promotor, Procurador da Justiça e Desembargador do Tribunal de Justiça da Bahia, aposentando-se como presidente do Tribunal, em 1978.
Casou-se com Olga Vieira de Sá, em 1935, com quem teve 3 filhos: Thereza Maria de Sá Carvalho, José Luiz de Carvalho Neto e Olga Maria de Sá Carvalho.
Foi professor na Faculdade de Direito da Universidade Católica do Salvador
Imortal da cadeira 31 da Academia de Letras da Bahia desde 1958, ocupou a vice-presidência da ALB, de 1970 a 1972. Entre as suas diversas produções, encontram-se:  
- Rondas (Livraria Duas Américas, Salvador)
- Plenitude (A Nova Gráfica, Salvador, 1930), *Integração (Editora e Gráfica da Bahia, Salvador, 1934)
- Face Oculta (Tipografia Naval, Salvador, 1947), *Seleção de Poemas (Livraria Progresso Editora, Salvador, 1955)
- Face Oculta (com a poesia reunida e o inédito Inscrição no Tempo, Universidade Federal da Bahia e Livraria Progresso Editora, Salvador, 1959)
- O Deserto e a Loucura (Edições Macunaíma, Salvador, 1976)
- Poemas (com a poesia reunida e o inédito Insônia Sonhada, Artes Gráficas, Salvador, 1994).[4][1][2][3]

Morreu em casa, aos 86 anos, em 2 de setembro de 1994.
A Rua José Luiz de Carvalho Filho, no bairro de Cajazeiras, em Salvador, foi assim denominada em sua homenagem.